# ジャネット・マクラウド
ジャネット・マクラウド（イェトシブルー、1934年3月3日 – 2003年11月25日）は、アメリカインディアンの民族運動家。

## 来歴
1934年3月30日、ワシントン州にある「チュラリップ・インディアン保留地」で、チュラリップ族のレネッカー家の三姉妹の長女として生まれた。レネッカー家は有名なシアトル酋長の直系子孫だった。
彼女の生まれたインディアン保留地は、アルコール中毒と貧困の蔓延する絶望的な環境だった。継父はアルコール中毒で仕事を見つけてもトラブルが絶えず、レネッカー家は同じ州内のキノールト族 の保留地やシアトル市などを転々とした。ジャネットは6歳まで、部族の文化や伝統と切り離されたシアトル市の中心部で物乞いをしていた。息子のドン・マクラウドJrは、よく母親から当時の物乞いの思い出を聞かされたという。その後教会や白人の里親のもとでいくつかの公立学校に通わされ、13歳で寄宿学校に入った。彼女は10代をベビーシッターや掃除婦の仕事で費やした。都市部で暮らすインディアンの多くに違わず、ジャネットも場末のインディアン・バーで酒浸りとなり、結婚と離婚を経験している。
1950年、ピュヤラップ族の川漁師のドン・マクラウド・シニア（1985年死去）と再婚。ワシントン州イェルムに居を移し、二男六女の母となる。

### 運動家となる
ワシントン州のインディアン部族の多くは、伝統的にニスクォーリー川などの州下の川でサケやマスの漁を行い、生活の糧としてきた。鮭を主食とするコロンビア川流域のマックルシュート族、ピュヤラップ族、ニスクォーリー族などワシントン州北西部のインディアン部族は、1850年代に合衆国に結ばされた「エリオット岬条約」と「メディシン・クリーク条約」で、固有の漁業権を条約保証されていた。しかし、1960年代に入ると州政府は「第二次大戦後の環境悪化」を理由に、「魚や動物を保護する」として「釣りと狩猟法」を制定し、インディアン部族にもこれを強要し始めた 。インディアンたちの生活のための鮭漁は、「密猟」として逮捕の理由となった。インディアンたちは「我々の狩りや釣りは生活のためであって、白人のスポーツとは別物だ」としてこれに抗議したが、ワシントン州の「スポーツマン会議」は白人の漁師に味方して、保護運動を支持した。
インディアンによるワシントン州における州法破りの釣り抗議での最初の逮捕者は、ピュヤラップ族のボブ・サタイアクムだった。彼は1949年と1954年に州法に逆らって漁猟を行い、州政府に「密猟罪」で逮捕された。この抗議行動はその是非を巡って、ワシントン州最高裁判所に持ち込まれたが結局打ち切られ、暗に州政府にインディアン部族の漁業管轄権があると示されることで、連邦条約と対立するこの裁定にめぐるインディアン部族とワシントン州の争いはさらに続くこととなった。
1962年1月6日、ワシントン州狩猟区監視官数名が、ニスクオリー川で伝統的な定置網漁をしていた5人のインディアン猟師を急襲し、「密猟罪」で逮捕した。このインディアン猟師の中には、ジャネットの夫であるドンの親類も含まれていた。ジャネットはこの事態に対して、ドンとその兄弟、ピュヤラップ族のボブ・サタイアクム、ニスクォーリー族のビリー・フランクJrらとともに、運動団体「アメリカインディアンの生き残りのための協会」（Survival of American Indians Association）を結成し、州政府と合衆国に対し、漁猟権と生存権を確約したインディアン条約を再確認するための抗議行動を開始した。この団体は急拡大し、150～200人にメンバーを増やしていった。当時高まりを見せていたブラック・パンサー党などの黒人公民権運動と呼応したインディアンたちのこの動きに対し、州や合衆国政府は警戒を強め、彼らの抗議デモには多数の州警察隊が動員され、ワシントン州は一大対立の様相となった。
ジャネット・マクラウドは中古の謄写版機を買ってきて、この抗議運動の広報のため、『サバイバル・ニュース』と名付けた新聞を自宅で発行し始めた。この編集製本作業は、子供たちも力を貸した。
1964年2月、ピュヤラップ族の代表たちが「アメリカインディアン国民会議」（NCAI）と「全米インディアン若者会議」（NIYC）に協力を求め、二大インディアン団体はこれを快諾。さらに「アメリカインディアンの生き残りのための協会」に、アシニボイン族の運動家ハンク・アダムスが参加。NCAIメンバーのヴァイン・デロリア・ジュニアとともに、抗議運動の理論的支援を行った。
ワシントン州の部族の漁猟権確認抗議の動きは、フロリダのセミノール族、ネブラスカ州のウィンネバーゴ族、モンタナ州のブラックフット族、ワイオミング州のショーショーニー族、南北ダコタ州のスー族など、数多くのインディアン部族の支持を集めた。「アメリカインディアンの生き残りのための協会」は、全米にアピールする抗議方法として、ハンクの提案によって、ワシントン州ピュアラップ川で、インディアンたちが「州法に違反」しての「フィッシュ＝イン」（一斉に釣りをする）と決定した。　「フィッシュ＝イン」とは、当時南部の若い黒人たちが行った公民権運動の「シット＝イン」（一斉に座り込む）から採ったものだった。

### 「フィッシュ＝イン抗議」の決行
1964年3月、ジャネットら「アメリカインディアンの生き残りのための協会」や「NIYC」、インディアン運動家たちは最大の抗議行動「フィッシュ＝イン」をワシントン州で一斉決行する。この抗議には、白人俳優マーロン・ブランドや黒人コメディアンディック・グレゴリーといったインディアン支援者も応援参加している。ブラック・パンサー党もワシントン州連邦議会議事堂前での抗議デモに加わっている。この「フィッシュ＝イン」は、徹底的な連邦と州による弾圧を受けた。インディアン抗議者らは州警官らによって暴行され逮捕された。そしてそれは全米に報道され、その後10年にもわたる一大抗議運動の幕開けとなった。
夫ドンが抗議運動で初の逮捕を受け収監されている間に、ジャネットはイェルムの自宅の窓際で幻視（ヴィジョン）を得たと語っている。
この時のことを、ジャネットの息子の妻であるジョイスはこう語っている。「彼女は、白人の宗教に頼ることができませんでした。それは、彼女を傷つけていました。彼女が幻視を見た時、彼女はレーニア山を見渡していたんです。そして、彼女は偉大な酋長たちの顔を見たのです。」
1965年10月13日、ニスクオリー族のビリー・フランクJrらが、一艘の舟で「フランクの投網抗議」と呼ばれる「フィッシュ＝イン」を決行。この舟にはジャネットの夫ドンと、彼女の二人の息子も同乗していた。ワシントン州はこの抗議に対して、300人の州の漁猟監視官と市警察官を動員。この舟をパワーボート3隻で襲い、衝突させて転覆させた。抗議船にはジャネットの10歳に満たない息子ジェフも乗っており、全員が川に投げ落とされた。ジェフはまだ泳げなかった。
川岸には、「フィッシュ＝イン」抗議のために、現地のインディアン部族から大勢の女・子供がキャンプを張っていた。漁猟監視官とタコマ市警察官は彼らをも襲い、抗議者に暴行を加え逮捕した。この「フランクの投網抗議」で、フランク、ジャネット夫妻ら6人のインディアン抗議者が逮捕拘留された。
ジャネットは獄中で6日間のハンガーストライキを行っている。ジャネットはこのときの様子をこう語っている。「私は義妹のエディスに、『私たちも食べてないのよ』と言われるまでは、この投獄をあまり気にしてませんでした。私が最初にハンストを始めてから、みんなが6日間何も食べなかったんです。彼らはライマメ添えのハムとかポテトフライとか、私が大好きなものを持ってきました。」ジャネットは好物の匂いを嗅ぎながら、6日間耐えた。
この年、ワシントン州のマクニール島州立刑務所で、インディアン囚人のための文化的な更生計画を企画。この取り組みは合衆国下の刑務所での、インディアン囚人の相互組合「アメリカインディアン友愛協会」（Brotherhood of American Indians）のモデルケースとなった。
ジャネットは60年代後半に、ホピ族のトーマス・バニヤキヤやイロコイ連邦と交流し、彼らの思想を自身の運動に採り入れている。この時期、ジャネットは命名の儀式を受けて、「イェトシブルー」（「心を打ち明ける女」）というインディアン名を授かった。また「アメリカインディアン運動」（AIM）を支援し、そのメンバーを家族同様に迎えた。「AIM」が1972年に「破られた条約のための行進」、1973年に「ウーンデッド・ニー占拠抗議」を決行した際には部族を挙げて支援。デニス・バンクス、ラッセル・ミーンズらはこの時期に、イェルムのジャネットの許で「スウェット・ロッジ」の儀式を行っている。
ジャネットの息子のマックはこう語っている。「ジャネットは男たちを正しい方向に立ち上がらせようとしたただ一人の女性でした。ひところ、人々は、助けを求めてここに来ました。私たちは、このあたりで電話とスウェット・ロッジを持っていた唯一のインディアンだったんです。お母さんはお金のためには決して動きませんでした。それが、みんなが彼女を尊敬したがっていた理由です。 」
1974年2月12日、10年にわたる「フィッシュ＝イン」抗議と連邦訴訟が結審。米国地区判事ジョージ・ボルトは1854年の「メディスン・クリーク条約」を結んだ14部族に賛同し、ワシントン州のサケ・マスの年間漁獲高のうち、インディアンたちがその半分を得る権利を認めるという、歴史的な「ボルト判決」を下し、インディアン側の大勝利となった。
この年、ワシントン州スノクアルミー滝で開かれた、イロコイ連邦の呪い師たちによる「平和の白い根」の初めての霊的な統一集会を援助し、続いて「長老たちの輪」の組織作りを手伝い、以後、この集会は毎年夏に継続して開かれている。またインディアン女性の、伝統的な価値に基づいたリーダーシップ技術の習得を援助するため「北西インディアン女性の輪」を設立。　また「先住アメリカ人権利基金」（NARF）に加わり、40人のチームによる、「インディアン法的補償システム」の開発メンバーを務めた。
同年、ローレライ・デコラ・ミーンズ、マドンナ・サンダーホーク、フィリス・ヤング、ウィノナ・ラデュークら「AIM」の女性メンバー、及び全米の部族から集まった300人のインディアン女性たちとともに、サウスダコタ州ラピッドシティで、インディアン初の女性権利団体「すべての赤い国の女たち」（WARN）を結成する。ジャネットは「WARN」の特使として各国を歴訪し、先住民女性の権利問題についての講演を行う。また「全米更生と健康管理の会議」の代表を勤め、全米の刑務所に、インディアン囚人が監獄で部族の伝統儀式を行えるよう主張した。

### 「サパ・夜明けのセンター」の設立
1985年、夫のドンが癌で死去。ジャネットはそれまでにも儀式と伝統学習の場としていた自宅周囲の土地40,470 ㎡を、「サパ・夜明けのセンター」（「サパ」は「祖父」という意味）と名付け、「路上や保留地での暮らしから逃れたインディアン児童のための静かな隠れ家」としてティーピー村を作り、園芸、食料保存、伝統式典、祈り、芸術、部族伝統の籠作り、自然の中での自給の知恵を体験学習する場とした。以後、これまでに数百人の子供たちがこの「サパ・夜明けのセンター」を訪れ、ジャネットの死後もその運営が続けられている。
この年、インディアン、エスキモー、太平洋諸島民など、「アメリカ先住民」の次世代後援のため「原住民女性のネットワーク」（IWN）を結成。
2001年、ワシントン州ニスクォーリー・インディアン保留地の「北西インディアン大学」に招かれ、講師を務める。 

## 死去
2003年11月25日、糖尿病と高血圧からの合併症によって死去。孫娘達によって伝統衣装を着せられ、手製のキルトでくるまった姿で息を引き取った。69歳だった。
8人の子供、25人の孫、28人の曾孫を遺した。義理の息子のジンボ・シモンズ（チョクトー族）はAIMの活動家で、「国際インディアン条約会議」（IITC）メンバーである。
11月29日、ピュヤラップ保留地にある「チーフ・レスチ学校」で、長年のジャネットの運動と人柄を称え偲ぶ集会が開かれた。デニス・バンクス、ドン・ハッチ、ウィルマー・スタンピード・メステスが、式典の司会を務めた。息子のマック・マクラウドはこの集会で「私たちの息は、母が私たちに与えた贈り物です。それは誰でもいつでもどこへでも、私たち全員を繋ぐので、私たち全員がその影響を受けるのです。」と述べ、これにマックの妻、ジョイス・マクラウドが、「おばあちゃんから学んだものを、子供や孫たちは失いたがらないので、ジャネットの仕事は彼女の孫を通して生き続けるのです。」と言葉を繋いだ。